# ポリッセナ・ダッシア＝ローテンブルグ
ポリッセナ・クリスティーナ・ダッシア＝ローテンブルグ（Polissena Cristina d'Assia-Rotenburg、1706年9月21日 - 1735年1月13日）は、サルデーニャ王カルロ・エマヌエーレ3世の2度目の妃。ドイツ語名ポリクセナ・フォン・ヘッセン＝ローテンブルク＝ラインフェルス（Polyxena von Hessen-Rotenburg-Rheinfels）。

## 生涯
ヘッセン＝ローテンブルク辺境伯エルンスト2世レオポルトとその妻エレオノーレ・ツー・レーヴェンシュタイン＝ヴェルトハイム＝ロシュフォールの間の長女として、ランゲンシュヴァルバッハ（現バート・シュヴァルバッハ、ヘッセン州）で生まれる。1724年、トルンでカルロ・エマヌエーレと結婚、6子をもうけた。
- ヴィットーリオ・アメデーオ3世（1726年 - 1796年） - サルデーニャ王
- エレオノーラ（1728年 - 1781年）
- マリア・ルイーザ・ガブリエラ（1729年 - 1767年）
- マリア・フェリーチタ（1730年 - 1801年）
- エマヌエーレ・フィリベルト（1731年 - 1735年） - アオスタ公
- カルロ・フランチェスコ（1733年、夭折）

ポリッセナは1735年に急死し、サン・ジョヴァンニ・バッティスタ聖堂へ埋葬された。1786年、トリノのスペルガ大聖堂へ移葬された。
| ポリッセナ・ダッシア＝ローテンブルグ ヘッセン家 1706年9月21日 - 1735年1月13日 |                                               |                                             |
| イタリア王室                                                                  |                                               |                                             |
| 先代 アンナ・マリーア・ドルレアンス                                           | サルデーニャ王妃 1730年9月3日 – 1735年1月13日 | 次代 エリザベッタ・テレーザ・ディ・ロレーナ |